# Villers-le-Sec (Meuse)
Villers-le-Sec ist eine französische Gemeinde mit 127 Einwohnern (Stand: 1. Januar 2022) im Département Meuse in der Region Grand Est. Sie gehört zum Kanton Ligny-en-Barrois im Arrondissement Bar-le-Duc.

## Geografie
Die Gemeinde Villers-le-Sec liegt auf dem Plateau zwischen den Flusstälern von Saulx und Ornain, 20 Kilometer südöstlich von Bar-le-Duc. Nachbargemeinden sind Givrauval im Norden, Longeaux im Nordosten, Nantois im Osten, Hévilliers im Südosten, Dammarie-sur-Saulx im Süden, Ligny-en-Barrois im Westen sowie Fouchères-aux-Bois im Nordwesten.

## Bevölkerungsentwicklung
| Jahr      | 1962 | 1968 | 1975 | 1982 | 1990 | 1999 | 2008 | 2019 |
| --------- | ---- | ---- | ---- | ---- | ---- | ---- | ---- | ---- |
| Einwohner | 190  | 181  | 156  | 170  | 155  | 133  | 138  | 125  |

## Sehenswürdigkeiten
- Kirche Sainte-Libaire